# Aleš Matějů
Aleš Matějů, né le 3 juin 1996 à Příbram en Tchéquie, est un footballeur tchèque. Il évolue au poste d'arrière droit.

## Biographie

### En club
Le 30 août 2014, il fait ses débuts en première division tchèque avec le 1.FK Příbram contre le Bohemians 1905 (défaite 2-3).
Matějů est ensuite transféré au FC Viktoria Plzeň en 2015, ou il est devient peu à peu titulaire, en y disputant 16 matchs d'affilée. Il aide le FC Viktoria Plzeň à remporter le titre de champion de Tchéquie en 2016. Toutefois, il deviendra remplacent au profit de Radim Řezník à la place d'arrière droit.
Il participe avec le Viktoria Plzeň à la Ligue des champions et à la Ligue Europa, inscrivant un but.
Le 4 août 2017, Brighton & Hove Albion annonce la signature du Tchèque.

### En équipe nationale
Aleš Matějů joue régulièrement avec les équipes de jeunes de la Tchéquie, jusqu'en catégorie espoirs. Il reçoit notamment 15 sélections avec les espoirs.

## Palmarès
- Champion de Tchéquie en 2016 avec le Viktoria Plzeň